# Barsinella asuroides
Barsinella asuroides là một loài bướm đêm thuộc phân họ Arctiinae, họ Erebidae.